# Liste der Kulturdenkmäler in Alsdorf (Eifel)
In der Liste der Kulturdenkmäler in Alsdorf sind alle Kulturdenkmäler der rheinland-pfälzischen Ortsgemeinde Alsdorf aufgeführt. Grundlage ist die Denkmalliste des Landes Rheinland-Pfalz (Stand: 27. Juni 2022).

## Denkmalzonen
| Bezeichnung              | Lage                       | Baujahr                 | Beschreibung | Bild |
| ------------------------ | -------------------------- | ----------------------- | --- | ---- |
| Denkmalzone Mühlenstraße | Mühlenstraße 6, 8, 11 Lage | 19. und 20. Jahrhundert | der Abschnitt der Mühlenstraße zwischen Brückenstraße und Neustraße, an dem sich mit Mühle, einigen Bauernhäusern und dem Kirchhof um die Reste der ehemaligen Pfarrkirche das Bild der Dorfstraße um 1900 erhalten hat, Nr. 6 Streckhof, um 1880, Nr. 8 wenig jünger, Nr. 11 Mühle mit Kapelle, ab 1810 | BW   |

## Einzeldenkmäler
| Bezeichnung                       | Lage                                | Baujahr                            | Beschreibung | Bild                           |
| --------------------------------- | ----------------------------------- | ---------------------------------- | --- | ------------------------------ |
| Hofanlage                         | Brückenstraße 6 Lage                | zweite Hälfte des 19. Jahrhunderts | Einhaus mit dreiachsigem Wohnteil und tieferem Ökonomieteil, fortgeschritteneres 19. Jahrhundert                                                                                       | BW                             |
| Hofanlage                         | Hauptstraße 40 Lage                 | 1836                               | Streckhof mit zwei Wohnteilen, älterer (?) bezeichnet 1836, Wirtschaftsteil bezeichnet 1842                                                                                            | BW                             |
| Katholische Pfarrkirche St. Peter | Hauptstraße 43 Lage                 | 1903–07                            | Sandstein-Saalbau in Formen rheinischer Spätromanik, 1903–07, Architekt Julius Wirtz, Trier, Tympanonrelief von F. Krings; mit Ausstattung                                             | weitere Bilder Fotos hochladen |
| Friedhofskapelle und Kreuze       | Mühlenstraße, auf dem Friedhof Lage | ab 1721                            | Friedhofskapelle, kubischer Barockbau mit Dachreiter, 1721; Schaftkreuz, bezeichnet 1725; Grabstätte Familie Haubricht/Klaes (P. Haubricht † 1915), Sandsteinkruzifix, zwei Stelen     | BW                             |
| Hofanlage                         | Mühlenstraße 7 Lage                 | Mitte des 18. Jahrhunderts         | Streckhof; Wohnteil aus der Mitte des 18. Jahrhunderts, Umbau bezeichnet 1832 | BW                             |
| Mühle mit Kapelle                 | Mühlenstraße 11 Lage                | 1810                               | ehemalige Mühle mit Kapelle; Mühlengebäude bezeichnet 1810, Wirtschaftsgebäude wenig jünger, Scheune, zwei Ställe, jüngeres Wohnhaus, Ökonomie; kalksteinverkleidete Kapelle, 1907 (⊙) | BW                             |
| Wegekreuz                         | südlich des Ortes an der K 94 Lage  | 1723                               | Schaftkreuz, bezeichnet 1723, Deckplatte bezeichnet 1897 | BW                             |
| Hofgut Oberecken                  | südwestlich des Ortes Lage          | 1733                               | stattliches Wohnhaus, bezeichnet 1733, Wirtschaftsgebäude vom Anfang des 19. Jahrhunderts                                                                                              | BW                             |